# F209i
デジタル・ムーバ F209i HYPER（デジタル・ムーバ　エフ　にー　まる　きゅう アイ ハイパー）は、富士通製のNTTドコモの携帯電話(mova)端末である。

## 概要
iモードの爆発的なヒットにより、通話専用端末とされていたスタンダード機の20Xシリーズに209iシリーズからiモードが搭載された。
63gというトップクラスの軽量ボディに、カラー液晶を搭載。4種類のキャラクターが登場する「きゃらいふ」機能を内蔵。着信メロディはFM音源の4和音に対応。

## 歴史
- 2000年3月21日　電気通信端末機器審査協会による技術基準適合認定の設計認証（設計認証番号A00-0260JP、J00-0076）
- 2000年3月24日　テレコムエンジニアリングセンターによる技術基準適合証明の工事設計認証（工事設計認証番号WZA0015）
- 2000年6月13日　N209i、P209iとともにドコモから発表。
- 2000年6月20日　N209i、P209iとともに発売開始。
- 2012年3月31日　movaサービス終了によりこの日限りで使用不可となる。